# Umberto Bellintani

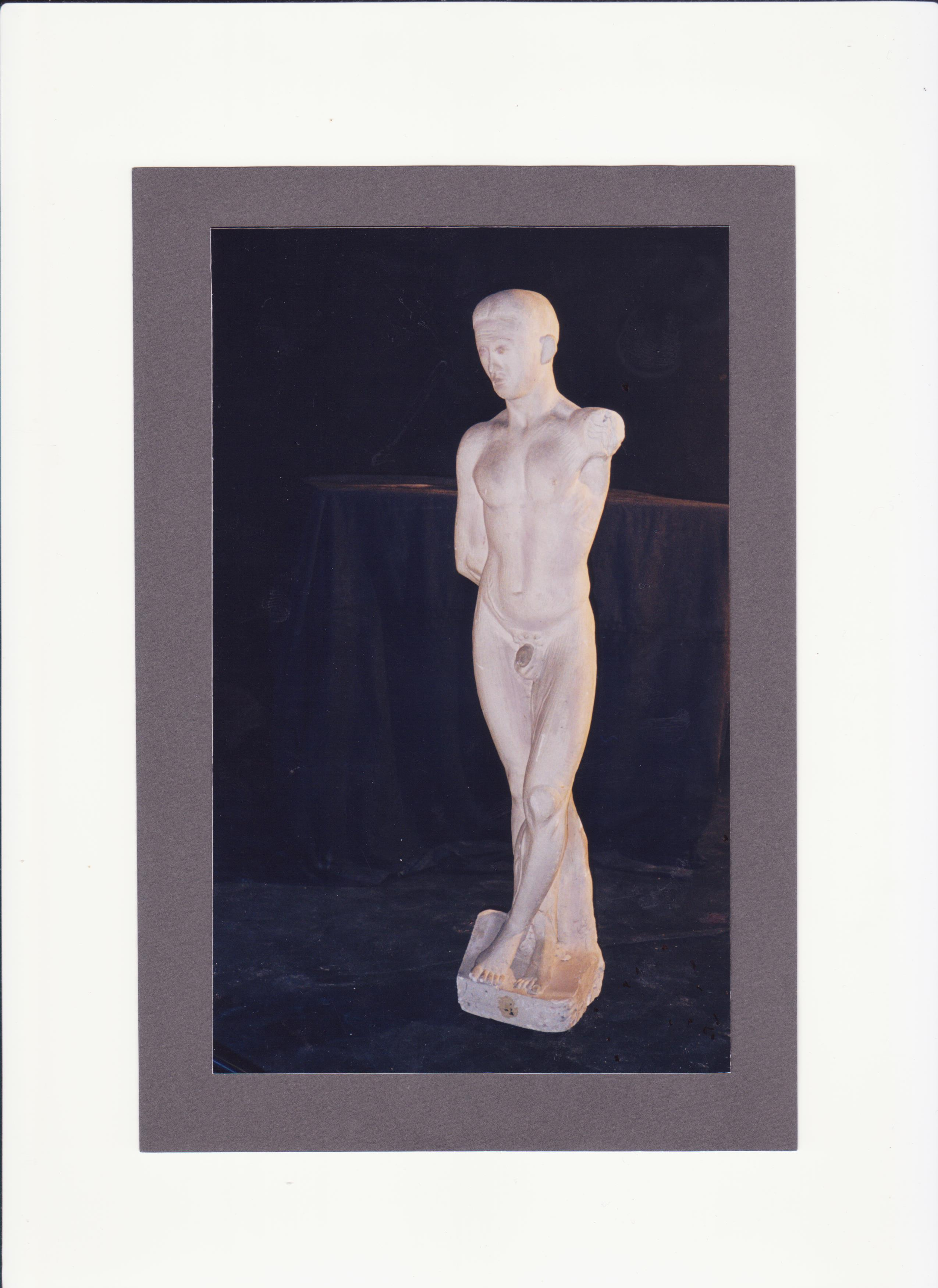
Umberto Bellintani, Fanciullo, 1937

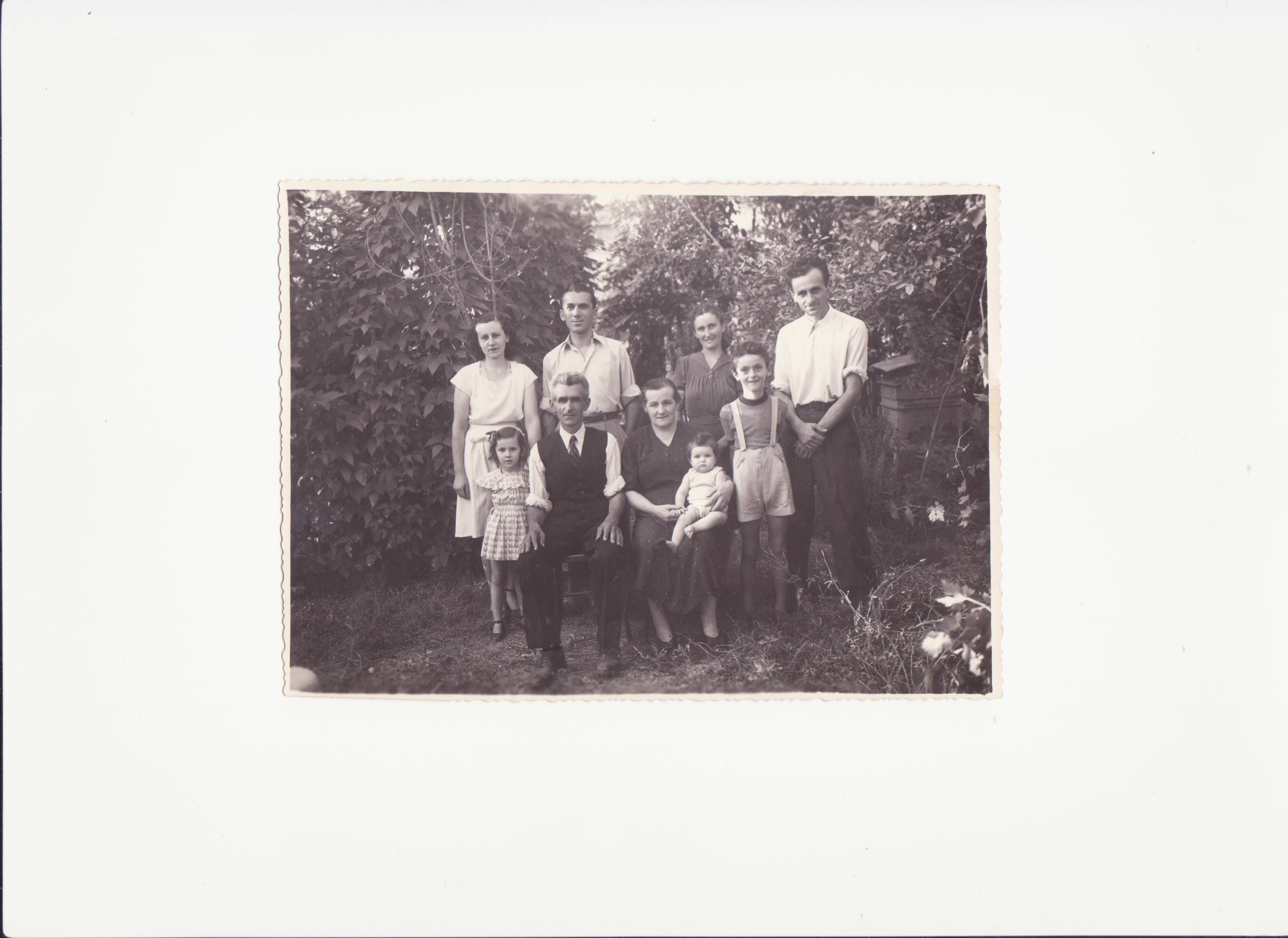
1947, Foto di famiglia: Umberto Bellintani è l’uomo magro all’estrema destra. Tornato quasi due anni prima dai lager tedeschi e polacchi, ne dimostra ancora nella magrezza tutte le privazioni. Vicino a lui la moglie e Marino, il figlio maggiore. All’estrema sinistra, sua sorella Livia con marito e bambina. Seduti, i genitori del poeta. Sulle ginocchia della nonna, Rita, la figlia minore.

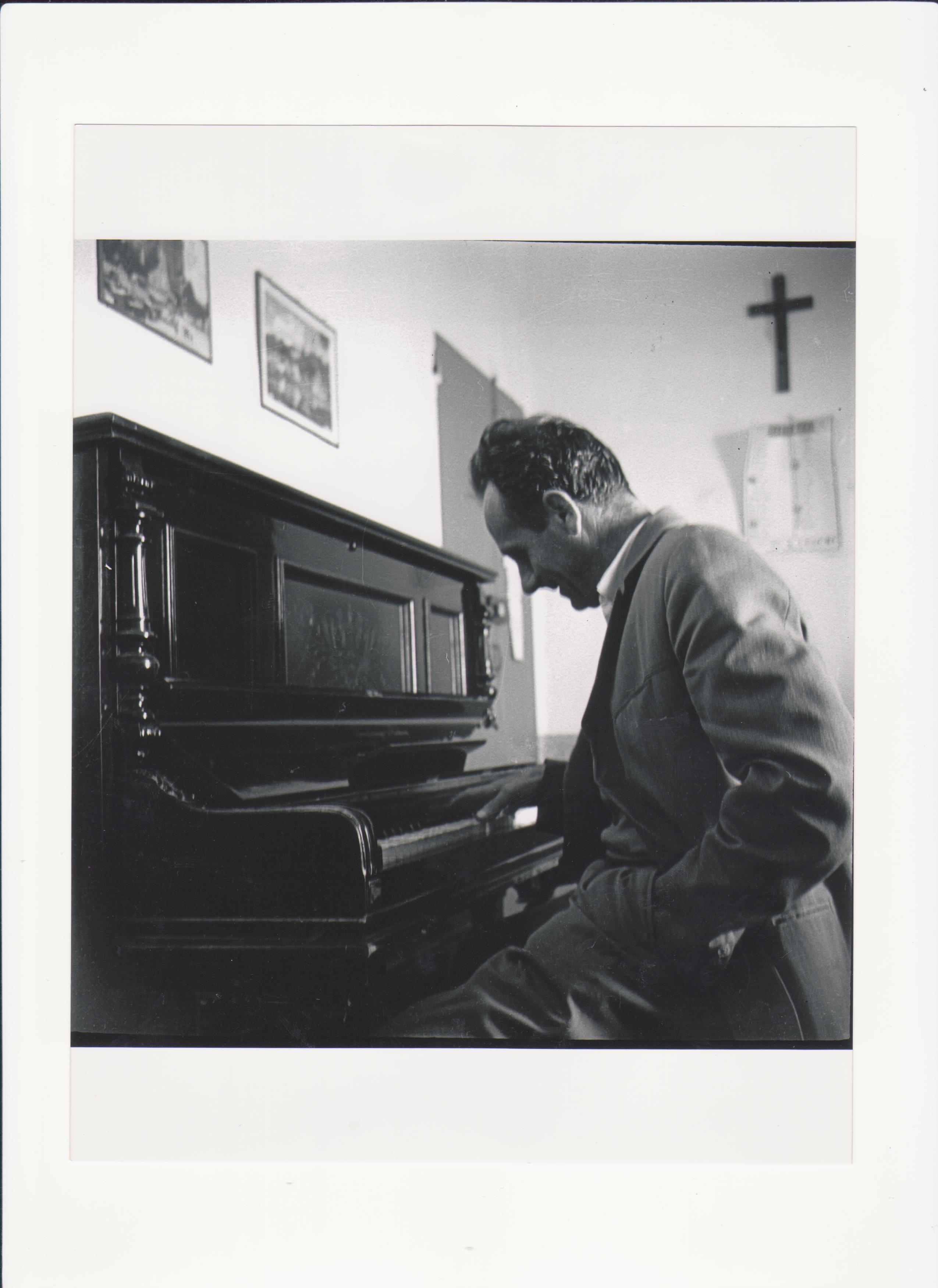
Umberto Bellintani, 1950, Scuola Media di San Benedetto Po

Umberto Bellintani (Gorgo di San Benedetto Po, 10 maggio 1914 – San Benedetto Po, 7 ottobre 1999) è stato un poeta italiano.
(Umberto Bellintani, Lettera al curatore Giacinto Spagnoletti, in Poesia italiana contemporanea 1909-1959, Guanda Parma 1959, pp. 807-817)

## Biografia
Per la biografia le fonti principali sono costituite da:
- Umberto Bellintani, Disegni, Sometti Editore, Mantova ottobre 2000. Interventi di: Mario Artioli, Per i disegni di Berto della Rita, pp. 9–13, Alberto Cappi, Ancora per Umberto Bellintani (poesia), p. 15, Gian Maria Erbesato, Figure senza paesaggio, pp. 16–23, Alessandro Parronchi, Disegni di Bellintani, pp. 25–27, Annarosa Baratta, Biografia, pp. 189–192, Cesare Guerra, Bibliografia, pp. 193–199.
- Al vento della vita. Carteggio Bellintani-Parronchi (1947-1992), L.S. Olschki Editore, volume 10 della collana Biblioteca Mantovana, Firenze 2011. Epistolario composto da 381 lettere, scambiate fra i due poeti dal 19 agosto 1947 al 29 settembre 1992. Introduzione di Marino Biondi, redatta nel settembre 2004 e approvata da Alessandro Parronchi, pp. I-LVII.

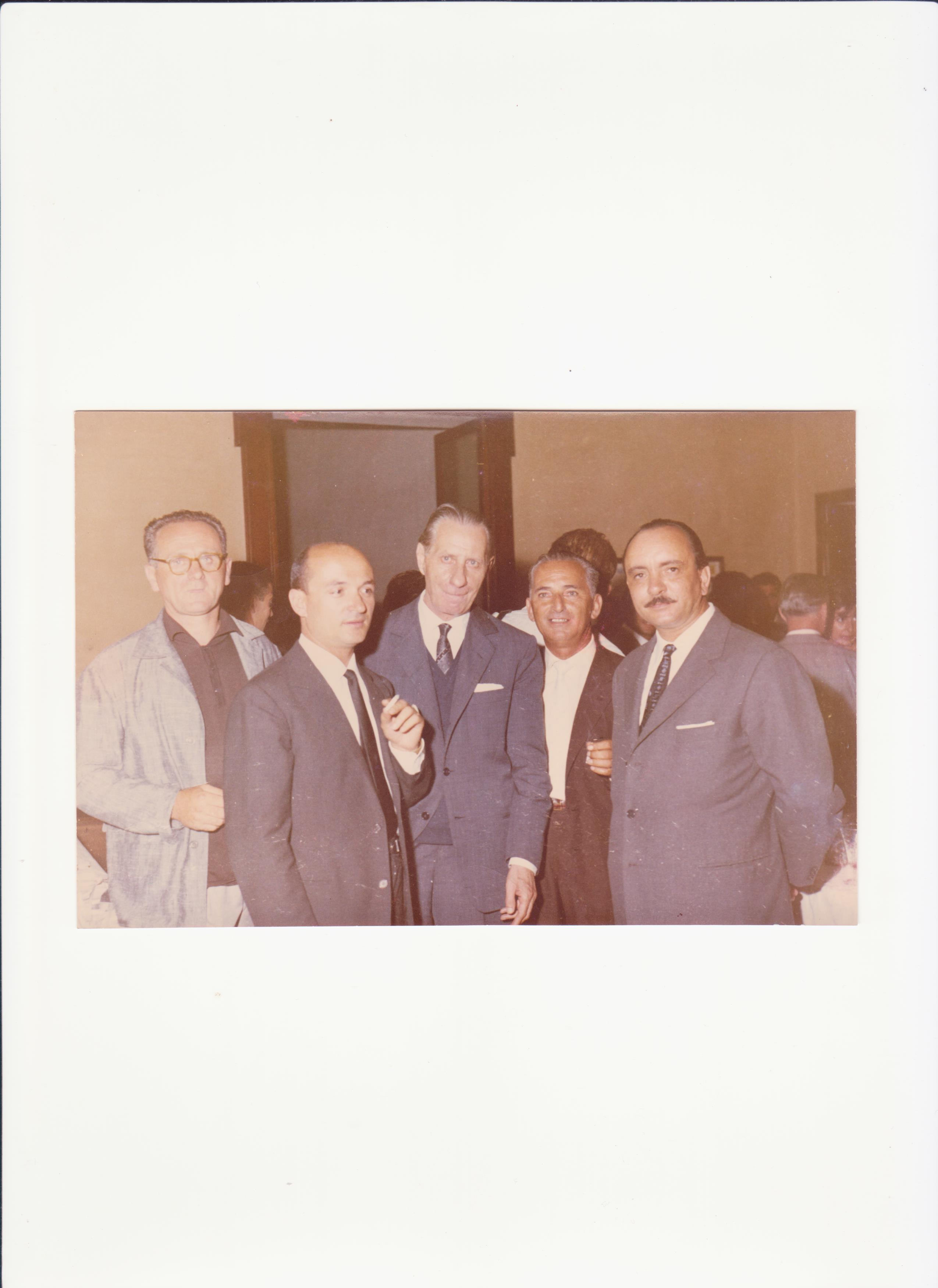
Umberto Bellintani (il primo a sinistra) in un gruppo di letterati probabilmente al Premio Cervia, 1962

Umberto Bellintani nasce a Gorgo, frazione di San Benedetto Po, provincia di Mantova.
Fra il 1932 e il 1937 frequenta a Monza l'ISIA, Istituto Superiore per le Industrie Artistiche. Ha come maestri (oltre a Marino Marini, docente di Plastica Decorativa, con cui si diploma in scultura nel 1937) Arturo Martini, Raffaele De Grada, Pio Semeghini, Giuseppe Pagano (architetto), Edoardo Persico.
Confesserà in più di una lettera all'amico Parronchi che quegli anni furono intensi e pieni di sogni, fra tutti quello di diventare scultore. Purtroppo delle opere eseguite da Bellintani in quel tempo è rimasto pochissimo: una scultura denominata Fanciullo, conservata nella raccolta Collezioni Civiche di proprietà del Comune di Monza e Il legionario, scultura a figura intera, conservata in uno dei chiostri della Società Umanitaria a Milano.
Richiamato alle armi nel 1940, combatte in Albania e in Grecia. È prigioniero, dal 1943 al 1945, nei campi di lavoro di Görlitz e Dachau in Germania, Thorn e Peterdorf nell'attuale Polonia.
Alla fine del conflitto, abbandonata la scultura, dapprima insegna disegno presso la Scuola di Arti e Mestieri di San Benedetto, poi è assunto come applicato di segreteria presso la locale Scuola Media. Sposatosi nel 1940 con Eva Pedrazzoli, ha due figli, Marino e Rita.
Il suo esordio poetico avviene nel 1946 quando si colloca al secondo posto ex aequo con Vittorio Sereni al Premio Internazionale "Libera Stampa" (1946-1966) di Lugano e suscita l'interesse da parte della critica più accreditata.
Pubblica nove poesie sul Politecnico di Elio Vittorini, due su Paragone di Roberto Longhi, altre su Itinerari.
- Nel 1953 pubblica la sua prima raccolta di versi Forse un viso tra mille, per la Casa Editrice Vallecchi. Nel 1954, agli Incontri fra generazioni, che avevano sostituito il Premio San Pellegrino, ottiene il Premio Minerva Italica mentre Rocco Scotellaro riceve un premio alla memoria.[6]
- Nel 1955 pubblica Paria, Edizioni della Meridiana, a cura di Vittorio Sereni, prefazione di Giansiro Ferrata. Nel 1962 vince il Premio Cervia e ottiene la medaglia d'oro al Premio LericiPea.
- Nel 1963 pubblica E tu che m'ascolti, per la Casa Editrice Mondadori, nella collana Lo specchio. La raccolta comprende anche la ristampa di Paria.

Dopo aver raggiunto considerevoli consensi, sparisce dalla scena letteraria e per ben 35 anni non pubblica niente altro.
Rilevante fu il rapporto epistolare con don Primo Mazzolari, conterraneo al quale dedicherà alcune poesie.
In questo arco di tempo, comunque, non cessa mai né di scrivere né di disegnare e intrattiene rapporti epistolari con letterati e poeti. 
Nel 1983 Alessandro Parronchi lo convince a esporre alla Galleria Pananti di Firenze, dal 18 al 28 giugno, un gruppo di cinquanta disegni. Umberto Bellintani accetta ma ordina poi a Piero Pananti di distruggere i cataloghi: di essi rimane solo una copia.
Nel 1998, poco prima della morte, avvenuta il 7 ottobre 1999, escono due raccolte di poesie:
- Nella grande pianura, una cinquantina di inediti, riuniti sotto il titolo Un abbaino in piazza Teofilo Folengo, una scelta da Forse un viso tra mille e tutto E tu che mi ascolti, a cura di Maurizio Cucchi, Mondadori Editore;
- Canto autunnale, quarantacinque componimenti editi e inediti, a cura di Italo Bosetto, per l'Editore Perosini di Verona.

Alcune poesie circolavano già, firmate con vari pseudonimi: Tino di Camaino, Federico Fiume, Berto della Rita. 
Con quello di Virgilio il Greco, coniato da Suzana Glavaš, nel 1995 erano apparsi quattro inediti sulla rivista Da qui., diretta da Giuseppe Goffredo.
Nel 1999 vince il Premio di Poesia Circe Sabaudia e il Premio Speciale David Maria Turoldo al concorso letterario Renzo Sertoli Salis di cui ha notizia ma che sarà consegnato postumo, il 29 ottobre, alla figlia Rita.
Nel 2000 il Comune di San Benedetto Po dedica al suo nome la Biblioteca Pubblica e istituisce il "Premio Bellintani di San Benedetto Po". Il suo archivio è conservato presso il Centro per gli studi sulla tradizione manoscritta di autori moderni e contemporanei dell’Università di Pavia.
Sempre nel 2000, il Comune di Mantova organizza, a Palazzo Te, una Mostra di suoi disegni e, al Centro Culturale Biblioteca Baratta, un percorso fotografico dal titolo Umberto Bellintani, Luoghi, di Piero Baguzzi. Nel 2005, dal 6 febbraio al 20 marzo, un'altra mostra "Umberto Bellintani- Disegni" è organizzata da Afro Somenzari alla Galleria Civica d'Arte Contemporanea di Viadana.

## Università di Zagabria
Negli anni cinquanta, il professor Joja Ricov, un italianista insegnante di croato in due università milanesi, attraverso Salvatore Quasimodo e l'antologia poetica, Poesia Italiana del Dopoguerra, da lui curata e pubblicata nel 1958, conosce la poesia di Bellintani e se ne fa estimatore in patria.
Agli inizi degli anni ottanta, Suzana Glavaš, studentessa di lingua e letteratura italiana dell'Università degli Studi di Zagabria allora, e oggi docente di lingua croata all'Università L'Orientale di Napoli, frequenta le lezioni del professor Mladen Machiedo e scopre la poesia di Bellintani. 
Nel 1984 viene di persona in Italia, a Gorgo, a incontrare il poeta perché vuole dedicargli la tesi di dottorato e lui, nel Natale 1986, le invia in regalo un manoscritto con un gruppo di poesie inedite.
Nel 1995 la Glavaš discute e pubblica la sua tesi di dottorato, Iskustvo i mit u poeziji Umberta Bellintanija (Esperienza e mito nella poesia di Umberto Bellintani), Zagreb 1995.
Nel 2006, pubblica in Italia, col titolo Se vuoi sapere di me, la settantina di poesie inedite regalatele dal poeta, presso la Poiesis Editrice di Alberobello, Bari, e La Mongolfiera Editrice di Cosenza, nella collana Diwan della Poesia, curata dal poeta e critico Giuseppe Goffredo.
Nel 2008 uscirà a Zagabria, a cura della Glavaš, una scelta antologica di poesie di Bellintani da lei tradotte e presentate con testo a fronte e uno studio sulla poesia Notte Incantata.

## Cinema
Nel 1996 Franco Piavoli gira il film Voci nel tempo nel quale ottiene la collaborazione di Bellintani che appare in alcune sequenze e, per la pubblicazione della sceneggiatura, invia cinque poesie e un disegno.
Nel 2004 il regista realizza Affettuosa presenza, un lungometraggio tutto dedicato al poeta, i cui testi sono tratti dalla corrispondenza, allora inedita, fra Umberto Bellintani e l'amico poeta fiorentino Alessandro Parronchi.

## La critica

### Un raffinato uomo di popolo
Nel 1954 Eugenio Montale scrive: "Bellintani, che vive in campagna, è un raffinato uomo di popolo, uno di quei poeti che sembrano essere saltati dalla Bibbia e da Omero ai più astrusi lirici stranieri conosciuti solo attraverso le traduzioni... spesso la poesia si rifugia in uomini come lui, non professionisti, senza le carte in regola."

### La poesia di Bellintani
Nel 1964, il critico letterario Gino Baratta, dopo l'uscita della raccolta E tu che m'ascolti, pubblica sulla rivista Il Portico il saggio Nota sulla poesia di Umberto Bellintani. Nel 1974 ritorna sulla poesia di Bellintani con l'articolo La culla e la morte, pubblicato in occasione dei sessant'anni del poeta.
Dalla sua articolata analisi della poetica di Bellintani, qualche citazione di indicazioni interpretative: 
- "...colpisce anzitutto la sensazione che gli è propria dell'ambigua eredità che l'uomo porta in sé: uomo sì, ma falco e tortora, gorilla e tortora"; "...il senso fraterno dell'essere, coscienza di un unico scorrere di linfa tra pianta, uomo, animale [...] Ha parlato Bellintani di una sua intelligenza fatta di pietà: ebbene è tale pietà che costituisce le istituzioni del suo paesaggio: saranno il campo, la rana, il maggior fiume della patria, la casa, l'arnese.”[27]
- "...il motivo del passato è certamente fra quelli che maggiormente permettono di costruire una linea del mito Bellintani."[28]; e nell'articolo La culla e la morte: "...Come l'uomo antico, prima di costruire la vita o la morte, Umberto Bellintani fa un passo indietro per ritrovare nel passato un modello nel quale attingere forza e armi, sicurezza e protezione con cui affrontare il presente. [...] I suoi sono i tratti fisiognomici di un altro tempo, scontrosi e insieme timidi, fatti di terra e di acqua, di radici e di scorza che hanno lavorato nei secoli per indurirsi e resistere."[29]
- "...una terza dimensione percorre la poesia di U. Bellintani: la dimensione raggiunta attraverso l'appercezione della matrice sensuale che accomuna l'uomo all'albero e all'animale [...] solo in questa dimensione di possesso appercettivo il senso della vita può annientare la morte..."[30]

### Lo stile
Nel 1995 Maurizio Cucchi nel Profilo di Umberto Bellintani inserito nell'antologia Poesia italiana del Novecento scrive: "...Bellintani è un poeta di ruvida violenza espressiva, un poeta che non si cura di proporre novità di linguaggio e stile, nei quali mostra semmai qualche tratto arcaico, o dissonante [...] Il suo mondo parrebbe quello di una realtà sprofondata nella terra, ma dove il poeta legge qualcosa che la oltrepassa, qualcosa di arcano [...] Bellintani possiede un'insolita capacità di adeguare il verso, di adattarlo al mutante ritmo e ai contrasti della vicenda, di variarlo secondo gli strappi dell'emozione."

## Temi e caratteri della sua poesia

### Il dolore
Bellintani titola Paria la sua seconda raccolta: tale è per lui la condizione umana. Tutta la sua produzione è popolata da figure che appaiono "...stranite, stravolte da eventi che le annientano". La morte è una presenza costante, l'uomo "...soffre la montagna della morte". Molte poesie sono dedicate agli amici e ai familiari perduti.
(Umberto Bellintani, da Fratelli, sezione Paria, in Nella grande pianura, p. 63.)

### La natura
La bellezza della natura è un conforto al dolore umano e alla fatica del vivere:
e il cardo fiorito; / e te rincorra, nuvola vaghissima del cielo margherita, / anche per me nel campo ara / il vecchio padre.//
O tu, / nuvola del cielo bianchissimo fiore, / deponi un seme del buono della vita / in quel suo occhio bruciato dal sudore.»
(Umberto Bellintani, da Ond'io canti dolcezza e amore, in Forse un viso tra mille, sezione I, p. 11.)

### Il legame con la sua terra
(Alessandro Parronchi, Disegni di Bellintani, in Umberto Bellintani, Disegni, Editoriale Sometti, Mantova 2000, p. 27.)
La poetica apostrofe con cui Alessandro Parronchi si rivolge all'amico, ormai scomparso, coglie il nesso profondo che unisce il poeta alla terra natale, da cui si è allontanato soltanto per gli studi e per la guerra.
Nell'epistolario più volte Bellintani allude al tenace e non sempre facile legame con Gorgo, "il guscio", come lo chiama.
Spesso avverte "...il suo mondo come una gabbia, e la sua poesia si configura sempre come un'evasione, una fuga per la liberazione, liberazione apparente perché le sbarre restano inviolabili".
Gino Baratta definisce Gorgo " ...la dimensione in cui si costruiscono i rituali di Bellintani, radicati nella terra, scanditi da uno scorrere eterno di acqua e di tempo immemorabili: la scansione del suo recitativo."
Alla grande pianura è dedicata la raccolta conclusiva, edita poco prima della morte. Il critico letterario Ermanno Krumm definisce Bellintani "...il visionario della grande pianura"..
(Umberto Bellintani, da Io cara mi espando nella grande pianura, in Nella grande pianura, p. 111.)
 e ancora:
(Umberto Bellintani, da Qual grazia di te, in Nella grande pianura, p. 114.)

### Un formidabile "bestiario"
(Umberto Bellintani, Le mie parole amate, in Nella grande pianura, sezione Un abbaino in piazza Teofilo Folengo, p. 137.)
Il critico letterario mantovano Mario Artioli parla del bestiario rappresentato nelle poesie e nei disegni di Bellintani:
Animali immaginari ("Bocca di balena dai centomila denti d'oro [...]"), orrorosi e terribili, figure colte da uno sguardo visionario che riconosce il male eterno, l'inferno ineliminabile dal mondo ("Il grande ragno che mi sta nel cuore, / la tarantola maligna della mia sofferenza [...]"). Sono coccodrilli [...] e bisonti, ippogrifi, gufi e civette, cavalli dell'apocalisse, fauni e gatti, mostri trinariciuti.»
(Mario Artioli, Per i disegni di Berto della Rita, in Umberto Bellintani, Disegni, p. 12.)

## Opere di poesia
- Forse un viso tra mille, Vallecchi, Firenze 1953
- Paria, Edizioni della Meridiana, Milano 1955
- E tu che m'ascolti (comprende anche Paria), Mondadori, Milano 1963 BNI634283
- Nella grande pianura, Mondadori, Milano 1998 ISBN 8804436212
- Canto autunnale, a cura di Italo Bosetto, Perosini, Zevio (VR) 1998 ISBN 88-85409-37-7
- Se vuoi sapere di me, poesie inedite, a cura di S. Glavaš, Poiesis editrice Alberobello 2006; Doria di Cassano Jonio, La Mongolfiera, 2006. ISBN 88-87897-78-6
- Nella notte di poca luna, FUOCOfuochino, Viadana 2014

## Poesie Scelte
- Poesie, a cura di Ilvano Caliaro e Pietro Marcazzan, Edizioni Fiorini, Verona 2007.
- Izabrane pjesme (Poesie Scelte), dvojezicno/testo a fronte, Odabrala, prevela i uredila Suzana Glavaš, Zagreb - Biakova, 2008. ISBN 978-953-6497-47-8

## Antologie con poesie di Bellintani
- Quarta Generazione: la giovane poesia (1945-1954), a cura di Piero Chiara e Luciano Erba, Editrice Magenta, Varese 1954.
- Poesia italiana del dopoguerra, a cura di Salvatore Quasimodo, Schwarz, Milano 1958.
- Poesia italiana contemporanea (1909-1959), a cura di Giacinto Spagnoletti, Guanda, Parma 1964.
- Poesia italiana del Novecento, a cura di Ermanno Krumm e Tiziano Rossi, prefazione di Mario Luzi, Skira Editore, Milano 1995.
- Poeti italiani del secondo Novecento, a cura di Maurizio Cucchi e Stefano Giovanardi, Mondadori, Milano 1996. ISBN 978-88-04-53353-5

## Epistolario
- Al vento della vita: carteggio Bellintani-Parronchi (1947-1992), curato da Roberto Bruschi e Marino Biondi, Olschki, Firenze 2011, ISBN 9788822259820

## Altri interventi
- Pazzo, cretino, normale, in Letteratura-Arte, Miti del '900, Mostra al Padiglione d'Arte Contemporanea di Milano, Milano 1971.
- Nessuno mi dica, in Giuseppe Facciotto, Opere. 1934-1945, Mostra a Palazzo Te, Mantova 1980.
- Chi sei, chi siamo, in Giovanni Bernardelli, Ritratti della memoria, Mostra alla Galleria Pananti di Firenze, 1986 e alla Galleria Ciovasso di Milano, 1984.
- Ditemi di no, in Trentatré poesie per Enzo Nenci, a cura di Mario Artioli, Mantova 1992.
- Bellintani per Franco Piavoli, in Franco Piavoli, Voci nel tempo, a cura di Alberto Cattini, Edizioni del Comune di Mantova, 1996.

## Disegni
- Umberto Bellintani, Disegni, a cura di Cesare Guerra, scritti di Mario Artioli, Gian Maria Erbesato, Alessandro Parronchi, Annarosa Baratta, e il volumetto Luoghi, percorso fotografico di Piero Baguzzi accompagnato da una scelta di poesie di Umberto Bellintani, testi di Carlo Toni, Marina Baguzzi e una testimonianza di TeatroBleu (Marco Panizza, Mauro Brioni, Claudio Cavalli). Sometti Editore, Comune di Mantova, 2000. ISBN 88-88091-03-3